# Helmut Nonn
Helmut Nonn   (Mülheim del Ruhr, 18 d'octubre de 1933 - 12 de novembre de 2024) va ser un jugador d'hoquei sobre herba alemany que va competir durant les dècades de 1950 i 1960. Era germà del també jugador d'hoquei Wolfgang Nonn.

## Biografia
El 1956 va prendre part en els Jocs Olímpics d'Estiu de Melbourne, on guanyà la medalla de bronze en la competició d'hoquei sobre herba. Quatre anys més tard, als Jocs de Roma, fou setè en la mateixa competició.
Entre 1956 i 1964 va disputar 60 partits internacionals. A nivell de clubs va jugar al Uhlenhorst Mülheim, amb qui guanyà la lliga alemanya del 1954, 1955, 1957, 1958, 1960 i 1964. De 1981 a 1988 va ser president d'aquest mateix club.